# Mario Veit
Mario Veit (* 22. Dezember 1973 in Lauchhammer) ist ein ehemaliger deutscher Boxer im Supermittelgewicht.

## Amateur
Mario Veit absolvierte 91 Kämpfe als Amateur, von denen er 70 gewann. 1994 gewann er mit einem Finalsieg über Markus Beyer, den Deutschen Meistertitel im Halbmittelgewicht. Im selben Jahr gewann er außerdem den renommierten Chemiepokal in Halle, ebenfalls im Halbmittelgewicht. Beim 7. Weltcup im Juni 1994 in Bangkok, schied er im Viertelfinale gegen Suthep Wongsunthorn aus.
Im März 1995 nahm er erneut am Chemiepokal teil, scheiterte diesmal jedoch im Halbfinale an Markus Beyer. Im Juni 1995 belegte er den zweiten Platz im Mittelgewicht, beim Multi Nations Tournament in Liverpool.

## Profikarriere
Sein Profidebüt gab der mit 1,92 m in seiner Gewichtsklasse ungewöhnlich große Mario Veit am 23. September 1995 im Alter von 21 Jahren. Sein Trainer war Fritz Sdunek. Nach 18 gewonnenen Kämpfen boxte er am 14. November 1998 in München um den Internationalen Deutschen Meistertitel im Supermittelgewicht gegen den Kroaten Branko Šobot (16-2) und gewann einstimmig nach Punkten.
Nach fünf folgenden Siegen, davon vier durch K. o., konnte er am 23. Oktober 1999 in Frankfurt am Main um den Interkontinentalen Meistertitel der WBO im Supermittelgewicht kämpfen. Seinen US-amerikanischen Gegner Ray Domenge besiegte er dabei einstimmig nach Punkten. Nach fünf weiteren Siegen, davon erneut vier Knockouts, qualifizierte er sich für einen Weltmeisterschaftskampf der WBO im Supermittelgewicht. Gegen den ungeschlagenen, amtierenden Champion Joe Calzaghe (30-0) musste Veit jedoch am 28. April 2001 eine schwere Niederlage hinnehmen, als er bereits in der ersten Runde durch t.K.o. verlor. Trotz Größen- und Reichweitenvorteile war er seinem Gegner aus Wales hoffnungslos unterlegen und ging schon zu Kampfbeginn zweimal zu Boden, ehe er vor seinem dritten Niederschlag vom Ringrichter aus dem Kampf genommen wurde.
Nach sechs Aufbausiegen, darunter auch gegen den später als Boxpromoter bekannt gewordenen Ahmet Öner, sicherte er sich am 21. Dezember 2002 durch einen K. o.-Sieg gegen den gebürtigen Weißrussen Malik Dziarra (11-0) den Interkontinentalen Meistertitel der IBF. Am 26. April 2003 folgte der Gewinn des EU-Titels der EBU, durch Punktesieg gegen den Spanier José María Guerrero (19-0).
Am 8. Mai 2004 boxte er in Dortmund um den interimen WBO-WM-Titel gegen Kabary Salem (23-2) und konnte sich dabei knapp nach Punkten durchsetzen. Ihm kamen dabei auch zwei Punktabzüge gegen Salem zugute, die dieser für Kopfstöße erhalten hatte. Nach einem Punktesieg gegen Lolenga Mock (22-8) und einem K. o.-Sieg gegen Charles Brewer (40-9) erhielt er eine erneute Chance um den WBO-Titel gegen Joe Calzaghe (38-0). Doch auch in diesem Kampf am 7. Mai 2005 in Braunschweig war Veit klar unterlegen und lag nach Punkten weit zurück, ehe er in der fünften Runde erstmals zu Boden ging und in der sechsten Runde erneut durch t.K.o. unterlag.
Ein letzter, prestigeträchtiger Sieg gelang ihm am 27. Mai 2006 in München, als er seinen ungeschlagenen Stallkollegen Jürgen Brähmer (27-0) nach Punkten besiegen konnte und dafür mit dem Internationalen Meistertitel der WBC bedacht wurde. Gegen den Russen Denis Inkin (28-0) musste er jedoch knapp fünf Monate später eine K. o.-Niederlage hinnehmen. Auch den Rückkampf gegen Brähmer am 15. September 2007, verlor er durch K. o. in der vierten Runde. Dies war sein zugleich letzter Boxkampf.
Nach der Boxlaufbahn wurde er beruflich als Krankenpfleger tätig.